# Saori Gotō
Saori Gotō (後藤 沙緒里?, Gotō Saori; Yokohama, 8 gennaio 1987) è una cantante e doppiatrice giapponese.
Attualmente è affiliata a Sigma Seven e Aoni Production.

## Biografia
È molto attiva negli anime e nei videogiochi e tra i personaggi che ha doppiato figurano Chitose in Galaxy Angel, Meredy in Fairy Tail, Moeka in Steins;Gate e Mirai in Senran Kagura.

## Doppiaggio

### Anime
- Di Gi Charat Nyo! (2003): Victoria Elizabeth
- Galaxy Angel (2004): Chitose Karasuma
- Koi Koi Seven (2005): Yayoi Asuka
- Rozen Maiden (2005): Barasuishou
- Strawberry Panic (2006): Momomi Kiyashiki
- Baccano! (2007): Mary Beriam
- Jūsō Kikō Dancouga Nova (2007): Ruu Riruri
- Sayonara Zetsubō-sensei (2007): Ai Kaga
- Inazuma Eleven (2008): Kanshi Araya
- Fairy Tail (2009): Meredy, Plue, Libra
- Maria Holic (2009): Yuzuru Inamori
- Toradora! (2009): Inko
- Hyakka Ryōran Samurai Girls (2010): Hanzō Hattori
- C (2011): Q
- Steins;Gate (2011): Moeka Kiryū
- YuruYuri (2011): Rise Matsumoto
- Joshiraku (2012): Kukuru Anrakutei
- One Off (2012): Haruno Shiozaki
- Saki Achiga-hen episode of side-A (2012): Sukoya Kokaji
- Shokupan Mimi (2012): Butter-chan
- Senran Kagura (2013): Mirai
- Steins;Gate: The Movie - Load Region of Déjà Vu (2013): Moeka Kiryū
- Pretty Rhythm: Rainbow Live (2013): Otoha Takanashi
- Pretty Rhythm All Star Selection: Prism Show☆Best Ten (2014): Otoha Takanashi
- Robot Girls Z (2014): King Dan X10
- Food Wars! Shokugeki no Soma (2015): Nao Sadatsuka
- Senran Kagura: Estival Versus - Mizugi-darake no zen'yasai (2015): Mirai
- Shimoneta (2015): Hyōka Fuwa
- Senran Kagura Shinovi Master (2018): Mirai
- Steins;Gate 0 (2018): Moeka Kiryū
- Chainsaw Man (2022): Princi / Diavolo Ragno

### Videogiochi
- Galaxy Angel: Moonlit Lovers (2003): Chitose Karasuma
- Galaxy Angel: Eternal Lovers (2004): Chitose Karasuma
- Sorairo no Organ (2004): Millet
- Metal Gear Solid: Portable Ops (2006): Elisa / Ursula
- Rec: Doki Doki Seiyū Paradise (2006): Akari Yukiji
- Ar tonelico II: Melody of Metafalica (2007): Amarie Gelade
- Project Zero: Mask of the Lunar Eclipse (2008): Madoka Tsukimori
- Toradora Portable! (2009): Inko
- Steins;Gate (2009): Moeka Kiryū
- Solatorobo: Red the Hunter (2010): Elh Melizée
- Steins;Gate: My Darling's Embrace (2011): Moeka Kiryū
- Fairy Tail: Zeref's Awakening (2012): Meldy
- Girl Friend Beta (2012): Nagiko Kurokawa
- Love Tore: Sweet (2012): Asuna Ichinose
- Senran Kagura Burst (2012): Mirai
- Conception II: Children of the Seven Stars (2013): Narika
- Senran Kagura: Shinovi Versus (2013): Mirai
- Steins;Gate: Linear Bounded Phenogram (2013): Moeka Kiryū
- The Legend of Heroes: Trails of Cold Steel (2013): Elise Schwarzer
- Granblue Fantasy (2014): Jasmine
- Senran Kagura: Bon Appétit! (2014): Mirai
- CV - Casting Voice (2014): Meiko Hosi
- Golden Time: Vivid Memories (2014): Sao
- Senran Kagura 2: Deep Crimson (2014): Mirai
- The Legend of Heroes: Trails of Cold Steel II (2014): Elise Schwarzer
- Senran Kagura: Estival Versus (2015): Mirai
- Steins;Gate 0 (2015): Moeka Kiryū
- Toukiden 2 (2016): Manazuru
- The Legend of Heroes: Akatsuki no Kiseki (2016): Elise Schwarzer
- Fire Emblem Heroes (2017): Ilyana
- Senran Kagura: Peach Beach Splash (2017): Mirai
- Azur Lane (2017): HMS Newcastle
- The Legend of Heroes: Trails of Cold Steel III (2017): Elise Schwarzer
- Shinobi Master Senran Kagura: New Link (2017): Mirai
- Senran Kagura Burst Re:Newal (2018): Mirai
- Steins;Gate Elite (2018): Moeka Kiryū
- The Legend of Heroes: Trails of Cold Steel IV (2018): Elise Schwarzer
- Bloodstained: Ritual of the Night (2019): Gremory, Pallida
- Kandagawa Jet Girls (2020): Mirai
- The Legend of Heroes: Trails into Reverie (2020): Elise Schwarzer
- Blue Archive (2021): Ui Kozeki